# Andrzej Stypułkowski
Andrzej Stypułkowski (ur. 16 maja 1929 w Warszawie, zm. 25 listopada 1981 w Londynie) – polski wydawca, publicysta i działacz emigracyjny, powstaniec warszawski.

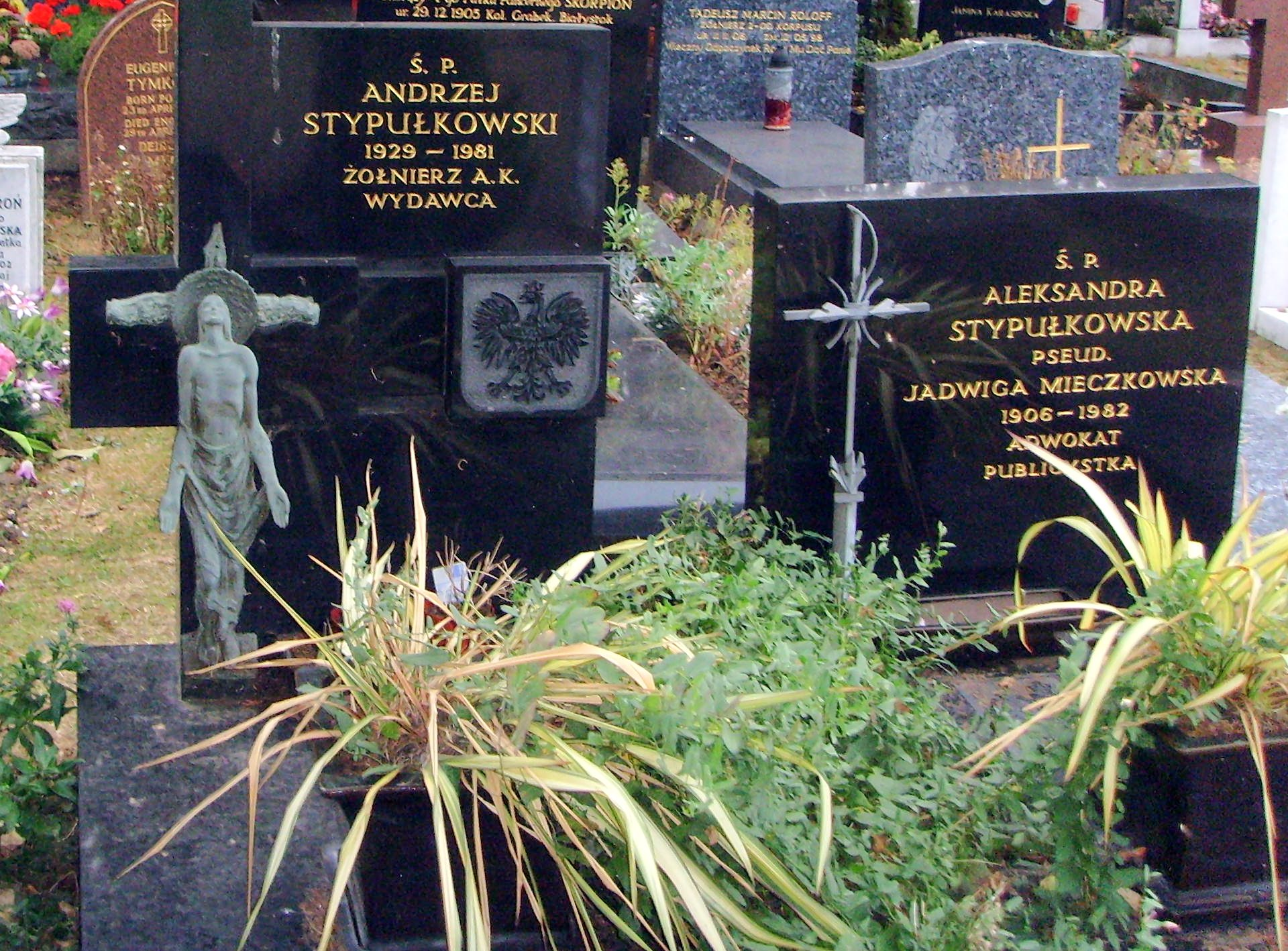
Nagrobek Andrzeja i Aleksandry Stypułkowskich na cmentarzu Gunnersbury w Londynie

## Życiorys
Był synem Zbigniewa Stypułkowskiego i Aleksandry z Rabskich. W czasie II wojny światowej wstąpił do Szarych Szeregów, Od listopada 1943 do stycznia 1944 był przetrzymywany jako zakładnik na Pawiaku w związku z konspiracyjną działalnością ojca. W powstaniu warszawskim walczył w kompanii łączności „K4" Zgrupowania Pułku "Baszta" na Mokotowie (ps. "Zbyszek"). Warszawę opuścił z ludnością cywilną i uniknął niewoli. W listopadzie 1945 razem z ojcem wyjechał potajemnie z Polski. Od marca 1946 przebywał w Palestynie, w Junackiej Szkole Kadetów, gdzie zdał maturę. Od 1947 mieszkał w Wielkiej Brytanii, ukończył studia techniczne (1947–1953) i humanistyczne (rozpoczęte 1954, ukończone dopiero w 1964). Był działaczem Zrzeszenia Studentów i Absolwentów Polskich w Wielkiej Brytanii, w 1959 założył wydawnictwo „Polonia Book Fund”, którym kierował do śmierci. Wydawał kwartalnik historyczny „Polemiki” (1963–1971), publikował w prasie emigracyjnej, w 1964 założył publikujące książki w języku rosyjskim wydawnictwo „Overseas Publications Interchange Ltd”. W 1980 był jednym z założycieli wspierającego opozycję w Polsce Studium Spraw Polskich w Wielkiej Brytanii.
Został pochowany na cmentarzu Gunnersbury w Londynie.
We wrześniu 2010 pośmiertnie odznaczony Krzyżem Komandorskim Orderu Odrodzenia Polski za wybitne zasługi w działalności na rzecz wspierania przemian demokratycznych w Polsce, za niesienie pomocy humanitarnej Polakom w czasie stanu wojennego, za działalność społeczną.